# Quy Sơn, Đào Viên
Quy Sơn (tiếng Trung: 龜山區; bính âm: Guīshān Qū) là một khu của thành phố Đào Viên, Đài Loan. Khu giáp với thành phố Tân Bắc và là nơi gần Đài Bắc nhất của thành phố Đào Viên.

## Lịch sử
Quy Sơn trước đây có tên là Quy Lôn Xã (龜崙社 (Ku-lun-siā))), cũng là tên của ngọn đồi nơi có đền thờ Phật giáo được xây dựng trong thời vua Càn Long triều Nhà Thanh.
Từ năm 1920 đến năm 1945, Long Sơn Trang (龜山庄) thuộc quận Tōen, Tân Trúc Châu.
Vào năm 1950, nó được đổi tên thành Quy Sơn. Vào ngày 25 tháng 12 năm 2014, nó được nâng cấp thành khu gọi là Quy Sơn Khu.

## Địa lý
- Diện tích: 75,50 km²
- Dân số: 145.706 người (tháng 1 năm 2016)

## Hành chính
| Tiếng Việt  | Chữ Hán |
| ----------- | ------- |
| Hạnh Phúc   | 幸福里  |
| Sơn Đỉnh    | 山頂里  |
| Sơn Phúc    | 山福里  |
| Sơn Đức     | 山德里  |
| Trung Hưng  | 中興里  |
| Tân Hưng    | 新興里  |
| Tân Lộ      | 新路里  |
| Quy Sơn     | 龜山里  |
| Lục Quang   | 陸光里  |
| Đại Đồng    | 大同里  |
| Lĩnh Đỉnh   | 嶺頂里  |
| Tân Lĩnh    | 新嶺里  |
| Thố Khanh   | 兔坑里  |
| Phúc Nguyên | 福源里  |
| Long Thọ    | 龍壽里  |
| Long Hoa    | 龍華里  |
| Hồi Long    | 迴龍里  |
| Phong Thụ   | 楓樹里  |
| Tinh Trung  | 精忠里  |
| Phong Phúc  | 楓福里  |
| Cựu Lộ      | 舊路里  |
| Lạc Thiện   | 樂善里  |
| Văn Thanh   | 文青里  |
| Trường Canh | 長庚里  |
| Văn Hóa     | 文化里  |
| Đại Hồ      | 大湖里  |
| Công Tây    | 公西里  |
| Đại Hoa     | 大華里  |
| Đại Cương   | 大崗里  |
| Đại Khanh   | 大坑里  |
| Nam Thượng  | 南上里  |
| Nam Mỹ      | 南美里  |

## Vận chuyển

### Tàu điện ngầm Đài Bắc
- Ga Hồi Long

### Tàu điện ngầm Đào Viên
- Bệnh viện Trường Canh
- Đại học thể thao quốc gia Đài Loan